# Cisse Degroot
Franciscus 'Cisse' Degroot is een personage uit de Vlaamse ziekenhuisserie Spoed dat werd gespeeld door Rudy Morren. Hij was een vast personage van 2000 tot 2003.

## Personage
Cisse is erg een gedreven ambulancier op de spoeddienst. Hij is niet van de gemakkelijkste, maar doet zijn werk uitstekend. Telkens er een oproep binnenkomt, is hij meteen ter plaatse. Opvallend is zijn taalgebruik, hij gebruikt vaak dialect. Waar hij ook een kampioen in is, is vloeken, iets waar hij telkens diverse redenen voor vindt. Hij heeft het altijd moeilijk als er kinderen bij een ongeval betrokken zijn, daar kan hij niet tegen. Hij zegt ook steeds waar het op staat. Zo is hij in seizoen 2 helemaal niet blij met het invoeren van het nieuwe drie-ploegen-systeem. Om de studies van zijn zoon te kunnen betalen heeft hij immers een baantje in het zwart, maar door zijn nieuwe wisselende uren moet hij dat opgeven. Uiteindelijk krijgt hij dankzij Luc Gijsbrecht een loonsverhoging.
Cisse heeft niet echt een goede relatie met zijn zoon, waardoor hij zich een slechte vader voelt. In seizoen 5 krijgt hij een vaste collega, Fred Stevens. Hij is hier niet blij mee en de twee maken geregeld ruzie. Zeker wanneer blijkt dat Fred Vanessa, al jaren een van Cisses beste vriendinnen, bedriegt met een andere vrouw. Hiervoor gaat hij Fred te lijf. Wanneer deze klacht tegen hem indient dreigt Cisse zijn job te verliezen. Hij mag echter in dienst blijven.
Later betert de relatie tussen hem en Fred wel. Cisse heeft zelfs een groot aandeel in de vrijspraak van Fred, die beschuldigd wordt van de dood van een dokter tijdens een verkeersongeval tijdens een interventie.

### Vertrek
Op het huwelijk van Luc Gijsbrecht en Marijke Willems wordt een aanslag gepleegd. Cisse, die op dat moment net een speech wilde geven, is vervolgens even vermist. Even later vinden de artsen zijn levenloze lichaam. Jos probeert hem nog tevergeefs te reanimeren. Wanneer Vanessa even later arriveert en het dode lichaam van Cisse ontdekt, geraakt ze in shock. Ze heeft het erg moeilijk met de verwerking van zijn dood. Vanessa en Cisse waren immers twee handen op één buik. Ook de andere collega's zijn zeer aangeslagen door zijn dood. Bij zijn begrafenis vloeien er heel wat tranen. Cisse wordt vanaf aflevering 128 opgevolgd door Staf Costers.

## Familie
- Magda (echtgenote)
- Stef Degroot (zoon met Magda)